# SDN48 1st Stage「誘惑のガーター」
『SDN48 1st Stage「誘惑のガーター」』（エスディーエヌフォーティーエイトファーストステージ ゆうわくのガーター）は、SDN48の劇場公演1st Stageである。
本項では、その後の別チームによる各「おさがり」公演についても記述する。また、それぞれの公演を収録したCD、DVDについても記述する。

## 概要
SDN48の1st Stageと謳っているが、SDN48としては唯一の劇場公演用セットリストでありオリジナル公演である。HKT48も出演メンバーに18歳以上の年齢制限を設けて公演を行う。

## 公演内容

### 曲目
1. overture（SDN48 ver.）
2. Saturday night party
（作詞：秋元康、作編曲：2LOVE）
3. Never!
（作詞：秋元康、作編曲：GEN）
4. Black boy
（作詞：秋元康、作編曲：KUMA）
5. 誘惑のガーター
（作詞：秋元康、作編曲：BOUNCEBACK）
6. I'm sure.
（作詞：秋元康、作曲：鈴木ともよし、編曲：野中"まさ"雄一）
7. オールイン
（作詞：秋元康、作曲：鈴木大輔、編曲：百石元）
8. じゃじゃ馬レディー
（作詞：秋元康、作曲：ヒザシ、編曲：市川裕一）
9. ガンバリーナ
（作詞：秋元康、作曲：奥田もとい、編曲：武藤星児）
10. 普通のあなた
（作詞：秋元康、作編曲：森安信夫）
11. Best by…
（作詞：秋元康、作曲：奥田もとい、編曲：市川裕一）
12. 愛されるために
（作詞：秋元康、作曲：生田真心、編曲：武藤星児）

アンコール
1. 孤独なランナー
（作詞：秋元康、作曲：宮島律子、編曲：野中"まさ"雄一）
2012年1月に行われた「AKB48リクエストアワーセットリストベスト100 2012」では、公演曲としては最高位、SDN48の公演曲としても歴代最高位となる3位となった（公演曲歴代最高位は2009年、AKB48・チームBの『初日』の1位）[1]。
2. 逃避行
（作詞：秋元康、作曲：斉門、編曲：Funta7）
3. ヴァンパイア計画
（作詞：秋元康、作曲：田垣内孝治、編曲：野中"まさ"雄一）

### 演出
- 最初の3曲のうち、「Saturday night party」から参加するメンバーは白の衣装、「Never!」からのメンバーは赤の衣装、「Black boy」からのメンバーは青の衣装を着用する。
- 「Best by…」と「愛されるために」の間には日替わり3分間映像が流れる。

## SDN48 1st Stage 1期生「誘惑のガーター」公演
- 公演期間：2009年8月1日 - 2012年3月28日
- 出演メンバー
穐田和恵・伊藤花菜・今吉めぐみ・岩田優希・梅田悠・浦野一美・大河内美紗・大堀恵・甲斐田樹里・加藤雅美・河内麻沙美・小原春香・近藤さや香・佐藤由加理・芹那・チェン・チュー・手束真知子・仲里安也美・なちゅ・西国原礼子・野呂佳代・畠山智妃・三ツ井裕美
※甲斐田は2009年12月25日からレギュラー出演　その後小原・手束・なちゅもレギュラー出演
※岩田は2009年9月24日付で辞退。仲里は2009年12月24日付で卒業。伊藤は2011年2月10日付で辞退。
- ユニット曲担当
  - Saturday night party（穐田・大河内・加藤・チェン・畠山）
  - Never!（上記のメンバー+今吉・河内・佐藤・芹那・野呂）
  - Black boy（上記のメンバー+梅田・浦野・大堀・近藤・西国原・三ツ井）
  - 誘惑のガーター（穐田・加藤・佐藤）
  - I'm sure（伊藤→小原・大河内）
  - オールイン（今吉・近藤・チェン・西国原・野呂）
  - じゃじゃ馬レディー（梅田・浦野・大堀・河内・芹那・畠山）

## SDN48 1st Stage 2期生&3期生「誘惑のガーター」公演
- 公演期間：2010年5月15日 - 2012年3月27日
- 出演メンバー
相川友希・亜希子・伊東愛・大山愛未・木本夕貴・光上せあら・駒谷仁美・KONAN・尻無浜冴美・シヨン・たかはしゆい・谷咲伴美・津田麻莉奈・戸島花・奈津子・二宮悠嘉・早川沙世・福田朱子・福山咲良・藤社優美・細田海友・松島瑠美・miray
※公演開始当初は、1期生の伊藤・大河内・小原・手束・なちゅもサポートメンバーとして出演していた。
※福山は2010年10月16日付で卒業。二宮は2011年5月12日付で卒業。谷咲は同年5月29日付で卒業。早川は同年7月28日付で辞退。
- ユニット曲担当
  - Saturday night party（木本・谷咲→光上・二宮→畠山 or 駒谷・福田・シヨン）
  - Never!（上記のメンバー+相川・KONAN・たかはし・松島・尻無浜・戸島）
  - Black boy（上記のメンバー+亜希子・大山・津田・奈津子・藤社・細田・miray）
  - 誘惑のガーター（相川・福田・福山→小原 or 戸島）
  - I'm sure（亜希子・奈津子）
  - オールイン（伊東・KONAN・谷咲→甲斐田 or 光上・藤社・細田）
  - じゃじゃ馬レディー（大山・木本 or miray・たかはし・津田・二宮→畠山or駒谷・松島）

## 誘惑のガータースペシャル公演
2012年3月31日の全員卒業から1周年を記念した特別公演。通常公演とは構成および演目の一部が変更されている。
- 公演日：2013年3月31日
- 出演メンバー
＜13:00公演＞相川友希・亜希子・伊東愛・大山愛未・木川るみ（松島瑠美）・木本夕貴・光上せあら・KONAN・駒谷仁美・尻無浜冴美・シヨン・たかはしゆい・戸島花・奈津子・福田朱子・藤社優美・細田海友
＜19:00公演＞穐田和恵・今吉めぐみ・梅田悠・浦野一美・大河内美紗・大堀恵・甲斐田樹里・加藤雅美・河内麻沙美・小原春香・佐藤由加理・芹那・チェン チュー・津田麻莉奈（MCのみ）・なちゅ・西国原礼子・野呂佳代・畠山智妃・三ッ井裕美

## HKT48 ひまわり組「誘惑のガーター」公演
2017年11月26日のHKT48劇場6周年記念公演で上演が発表された。SDN48以外のグループがこの公演を行うのは初めて。発表に際し「新公演」とアナウンスされたが、初日を最後に以後一度も公演は行われていない。
- 公演期間：2017年12月17日
- 18歳以上のメンバー限定
- 出演メンバー：
指原莉乃・坂口理子・山田麻莉奈・松岡菜摘・渕上舞・駒田京伽・今田美奈・熊沢世莉奈・本村碧唯・植木南央・冨吉明日香・神志那結衣・宮脇咲良・下野由貴・村重杏奈・深川舞子

## スタジオ収録CD
公演曲を公演メンバーがスタジオ収録したものである。

### 誘惑のガーター（CD）
1期生による収録盤と2・3期生による収録盤の2枚組となっている。収録曲は共通。
- 収録曲
  1. overture (SDN48 ver.)
  2. Saturday night party（歌：穐田、大河内、加藤、チェン、畠山／）
  3. Never!（歌：穐田、今吉、大河内、加藤、河内、佐藤、芹那、チェン、野呂、畠山／）
  4. Black boy（歌：穐田、今吉、梅田、浦野、大河内、大堀、加藤、河内、近藤、佐藤、芹那、チェン、西国原、野呂、畠山、三ツ井／）
  5. 誘惑のガーター（歌：穐田、加藤、佐藤／相川、戸島、福田）
  6. I’m sure.（歌：大河内、小原／亜希子、奈津子）
  7. オールイン（歌：今吉、近藤、チェン、西国原、野呂／光上、藤社、伊東、KONAN、細田）
  8. じゃじゃ馬レディー（歌：梅田、浦野、大堀、河内、芹那、畠山／木本、miray、大山、尻無浜、津田、松島）
  9. ガンバリーナ
  10. 普通のあなた
  11. Best by…
  12. 愛されるために
  13. 孤独なランナー
  14. 逃避行
  15. ヴァンパイア計画

## 劇場公演DVD

### 誘惑のガーター（DVD）
1期生による公演の収録盤と2・3期生による公演の収録盤の2枚組となっている。収録曲はMCパートを除き、共通。
- 収録曲
  1. overture (SDN48 ver.)
  2. Saturday night party
  3. Never!
  4. Black boy
  5. 誘惑のガーター
  6. I’m sure.
  7. オールイン
  8. じゃじゃ馬レディー
  9. MC（1期生公演の収録盤のみ）
  10. ガンバリーナ
  11. 普通のあなた
  12. Best by…
  13. 愛されるために
  14. 孤独なランナー
  15. 逃避行
  16. ヴァンパイア計画